# Језеро Акан
Језеро Акан (јап. 阿寒湖) је језеро у Јапану у префектури Хокаидо. Језеро се налази у националном парку Акан и то је подручје заштићено по Рамсарској конвенцији.
Вулканска активност формирала је језеро пре око 6.000 година, када је формирана брана. Језеро је 1930-их имало прозирност 8-9 метара, али је данас због загађења транспарентност смањен на 3-4 метра.
Језеро има 4 острва: Оџима, Коџима, Јаитај острво, Чуруј острво